# ゆずれない夏 (アルバム)
『ゆずれない夏』（ゆずれないなつ）は、1995年6月17日に発売された日本のバンドTUBEの15作目のオリジナル・アルバム。
2003年7月2日にSony Music Associated Recordsより再発売された。（規格品番はAICL 1466）

## 概要
- オリジナル・アルバムとしては1年ぶりに発売された。
- 初回限定盤は前作同様、チューブ缶にステッカーと共に入っている。
- アルバムのキャッチフレーズは「Everybody 夏王!!」
- 今作を引っ提げて恒例の野外ライブツアー「明治生命スタンバイ　TUBE LIVE AROUND SPECIAL ’95　FIGHT」を新富谷ガーデンシティ、横浜スタジアム、ナゴヤ球場、阪神甲子園球場で開催した。

## 収録曲
| 全作詞: 前田亘輝、全作曲: 春畑道哉、全編曲: TUBE。 |                                   |          |            |      |
| #                                                  | タイトル                          | 作詞     | 作曲・編曲 | 時間 |
| 1.                                                 | 「いつかの僕よ...」               | 前田亘輝 | 春畑道哉   | 4:45 |
| 2.                                                 | 「シャララ」                      | 前田亘輝 | 春畑道哉   | 5:11 |
| 3.                                                 | 「ゆずれない夏」                  | 前田亘輝 | 春畑道哉   | 4:48 |
| 4.                                                 | 「Get back to those summer days」 | 前田亘輝 | 春畑道哉   | 5:24 |
| 5.                                                 | 「乗りかえちゃうもんね」          | 前田亘輝 | 春畑道哉   | 4:14 |
| 6.                                                 | 「雨の日の過ごし方」              | 前田亘輝 | 春畑道哉   | 6:09 |
| 7.                                                 | 「晴れてタムレ」                  | 前田亘輝 | 春畑道哉   | 4:38 |
| 8.                                                 | 「Kona windに吹かれて」           | 前田亘輝 | 春畑道哉   | 4:07 |
| 9.                                                 | 「暗闇をけとばせ」                | 前田亘輝 | 春畑道哉   | 5:00 |
| 10.                                                | 「海よりも深く 空よりも大きく」   | 前田亘輝 | 春畑道哉   | 4:30 |
| 11.                                                | 「今日からずっと」                | 前田亘輝 | 春畑道哉   | 5:47 |
| 12.                                                | 「僕達はどこへ」                  | 前田亘輝 | 春畑道哉   | 5:17 |
| 合計時間:                                          | 合計時間:                         | 59:50    |            |      |

## タイアップ
いつかの僕よ...
- 明治生命CFソング

ゆずれない夏
- TBSテレビ系「COUNT DOWN TV」エンディングテーマ

Kona windに吹かれて
- ハウステンボスCMソング

## ゲストミュージシャン
- 小野塚晃 （DIMENSION） - キーボード
- 鹿島伸夫 - キーボード
- 中尾昌文 - マニピュレート
- 沓野行秀 （Riding） - パーカッション
- 勝田一樹 （DIMENSION） - サクソフォーン
- 佐々木史郎 - トランペット
- 小林太 - トランペット
- 木幡光邦 - トランペット
- 中路英明 - トロンボーン
- Hiiro Strings - ストリングス
- 小松久 - ウクレレ
- 伊藤一義  - コーラス
- 生沢佑一 - コーラス
- 大黒摩季 - コーラス（#5）
- 古川真一 - コーラス
- 岩切玲子- コーラス
- 山本千絵  - コーラス
- 池田大介 - ストリングス・アレンジ（#6,11）

## クレジット
- TUBE - プロデューサー
- 小松久 - ディレクター
- 中島正雄 - スーパーバイザー
- B・M・F - エグゼクティブ・プロデューサー
- 橋爪健康 - エグゼクティブ・プロデューサー
- 菅原潤一 - エグゼクティブ・プロデューサー